# Bustebortførslen fra Kunstakademiet den 23. oktober 2020
I 2020, i kølvandet på internationale Black Lives Matter-demonstrationer og  ønsker om afkolonisering af kunstakademier og universiteter, skabte Anonyme Billedkunstnere i Danmark en kunstnerisk aktion på Det Kongelige Danske Kunstakademi i København, hvor en buste af akademiets grundlægger Frederik 5. blev fjernet.
Frederik 5. stiftede Kunstakademiet i 1754 samme år som han opkøbte handelskompagnierne Vestindisk-guineisk Kompagni og Asiatisk Kompagni. Kompagnierne var ansvarlige for den danske andel i handlen med slavegjorte mennesker samt for plantager i Dansk Vestindien (trekantshandlen). Busten af Frederik den 5. fik trukket en sort sæk over hovedet, blev fjernet fra sin sokkel i Kunstakademiets festsal og puffet i Københavns Havn, som en videooptagelse siden offentliggjort viste. Gipsafstøbningen blev fisket op af dykkere, den 6. november måneden efter, og viste sig at have ændret uoprettelig form af opholdet i vandet. Desuden viste videooptagelsen at busten tabte hovedet da den blev vippet i havnen. Dette bevirkede et ramaskrig på sociale medier, der hævdede at det var en "uvurderlig dansk skulptur", selvom det var en kopibuste af nyere dato (skabt mellem 1960'erne - 1980'erne), der eksisterer i mange eksemplarer på danske museer, institutioner og private samlinger, hvoraf Akademiraadet stadig har bronzeoriginalen i deres samling.

## Formål
Kunstnergruppen Anonyme Billedkunstnere forklarede, at gruppen med bustehandlingen ønskede:
 at italesætte de måder, hvorpå kolonitiden er usynliggjort, men stadig har direkte konsekvenser for minoritetsgjorte mennesker inden og uden for Kunstakademiet. Vi ønsker en kunstverden, der forholder sig til og tager ansvar, ikke kun for fortidens handlinger, men for de måder, hvorpå kolonialismen stadig er aktiv i dag.

## Kritik og efterspil
Kunstaktionen blev politianmeldt af Morten Messerschmidt og Nikolaj Bøgh. Akademirådet hævdede i begyndelsen at de også havde politianmeldt happeningen, hvilket de ikke har gjort. Desuden hævder de at de ejer kopibusten. Politi og journalister forsøgte at "fange kunstaktivisterne" på Kunstakademiet, hvorefter, billedkunstner og institutleder på Kunstakademiet, Katrine Dirckinck-Holmfeld besluttede sig for at tage ansvaret for den kunstneriske aktion, den 12. november. Derefter blev hun øjeblikkeligt bortvist fra Kunstakademiet, den 13. november 2020. 
I Deadline, den 17. november 2020, udtalte Dirckinck-Holmfeld kritik af Frederik 5.'s koloniherrestatus og at busten tilsigtet skulle undergå en rematerialisering. Siden fordrede daværende kulturminister Joy Mogensen en tilbundsgående undersøgelse af forholdene på kunstakademiet, hvor rektoren senere blev presset til at sige op.
Mere end 1000 kunstnere og kulturproducenter har underskrevet en solidaritetserklæring med Anonyme Billedkunstnere og Katrine Dirckinck-Holmfeld på IDOART.dk.
Maj 2022 skrev pressen at Dirckinck-Holmfeld siden har ansøgt Statens Kunstfond for 50.000 kroner til at skabe udstillingen Rematerialisations på Destiny's i Oslo, hvor hun ønskede at udstille den "rematerialiserede" kongebuste. Hun fik tildelt 35.000 kroner, hvoraf 20.000 til selvaflønning. I Berlingske blev det kaldt at "slå plat" på koloniherrekritik.
Anklagemyndigheden havde efterfølgende lavet en politianmeldelse på Dirckinck-Holmfeld. I april 2024 indgik Akademiraadet og Dirckinck-Holmfeld dog et forlig, der indebar, at sidstnævnte betalte 44.350 kroner, den pris en genskabelse af replika-busten ville have kostet.